# 娜式糖
《娜式糖》（英語：Hard Candy）是美國流行音樂歌手瑪丹娜於2008年4月19日發行的第11張錄音室專輯，也是她1983年加入華納兄弟唱片公司旗下25年來所發行的最後一張專輯（直至2021年瑪丹娜重返華納）。《娜式糖》空降告示牌專輯榜冠軍，成為瑪丹娜第7張美國冠軍專輯，全球銷售量逾400萬張。

## 資料

### 專輯簡介
相對於瑪丹娜自2003年《夢醒美國》（英語：American Life）以來兩張專輯主打歐洲市場的舞曲路線，《娜式糖》融入了更多的現代電子樂元素，欲重新攻佔美國市場。這張專輯當中，當紅偶像賈斯汀·提姆布萊克受瑪丹娜之邀特地跨刀合作了多首歌曲。瑪丹娜和賈斯汀合作的緣由來自2006年，瑪丹娜在一次偶然的機會聽到賈斯汀的專輯《愛 未來式》後便開始與他洽談合作一事；最終收錄在《娜式糖》中的歌曲，有相當多是賈斯汀所製作的，包括首波主打歌曲〈4分鐘〉。自2000年全美銷售三白金的冠軍專輯《音樂聖堂》（英語：Music）以來，瑪丹娜很明顯將近幾張專輯的製作重心放在各式類型的舞曲上，這張新作亦不例外，以時下最受歡迎的嘻哈音樂作為專輯基底，佐以瑪丹娜最擅長的電子音樂，大玩特玩電子合成器音效而成。

### 商業成績
《娜式糖》在2008年5月17日空降告示牌專輯榜冠軍，締造瑪丹娜第四次空降專輯榜冠軍紀錄。《娜式糖》也成為瑪丹娜第7張美國冠軍專輯，它在榜內一共停留了30週。《娜式糖》在英國一樣成為冠軍專輯，它將瑪丹娜英國冠軍專輯累積至第10張，這張專輯在榜內共停留26週，在2008年英國年終專輯榜中排名第36名。
瑪丹娜和賈斯汀·提姆布萊克合作的〈4分鐘〉是《娜式糖》首支主打單曲，並提早專輯發行前1個月推出，天后和當紅偶像的組合果真奏效，讓瑪丹娜重得睽違多年的TOP 5單曲。〈4分鐘〉在2008年4月5日首週進入單曲榜為第68名，首週名次雖不高，但第二週成績卻大躍進至第3名，在連續兩週第3名之後排名始往下掉，〈4分鐘〉在榜內一共停留了19週，單曲銷售更高達200萬張，成為雙白金單曲。獲得第3名的〈4分鐘〉是瑪丹娜第37首TOP 10單曲，這紀錄讓她超越了貓王成為美國擁有最多首TOP 10單曲的藝人。〈4分鐘〉在英國則成為瑪丹娜第13首冠軍單曲，它除了在榜首蟬聯了4週，更在榜內停留了29週，這紀錄讓瑪丹娜成為擁有最多首英國冠軍單曲女藝人。
《娜式糖》另外兩首單曲〈交給我〉在單曲榜獲得第57名，不過在舞曲榜則拿下冠軍，這首單曲在英國榜最高名次為第7名。另外一首〈相隔千里〉未進入單曲榜，在舞曲榜獲得第2名，在英國單曲榜則拿下第39名。

## 重要紀事

### 搖滾名人殿堂
就在發行《娜式糖》的前一個月，有另外一件喜訊降臨在瑪丹娜身上，2008年3月10號瑪丹娜入主美國搖滾名人堂。搖滾名人堂起始於1986年，它是西洋流行樂壇一項重要的指標，對獲獎者來說也是個至高無上的榮耀，但是它的入門門檻以及選拔過程相當的嚴格，以歌手身分入圍者的基本條件就是「年資」，這位歌手必須距離首發作品（專輯或單曲皆可）的時間屆滿25年。瑪丹娜在1982年底發行首張單曲〈每個人〉，這就表示她已符合被提名的基本條件。
在搖滾名人堂得獎名單正式宣布之前，即有許多媒體在預測瑪丹娜是否會獲獎，最終的出爐結果果真符合大多數樂評的看法，瑪丹娜正式入主美國搖滾名人堂，成為第8位入主名人堂的女性藝人。瑪丹娜在得獎的演講上謙虛表示，謝謝那些曾經在音樂事業這條路上，幫助過她以及打擊過她的人，只憑她一個人的力量，是無法達到今天這個成就的。瑪丹娜能夠首次提名搖滾名人堂就入選，除了更加奠定她在流行樂壇上天后級的地位，也是對她25年來的演藝事業最大的肯定。

## 曲目
| 順序 | 歌名                         | 時間 |
| ---- | ---------------------------- | ---- |
| 01   | Candy Shop                   | 4:16 |
| 02   | 4 Minutes                    | 4:04 |
| 03   | Give It 2 Me                 | 4:48 |
| 04   | Heartbeat                    | 4:04 |
| 05   | Miles Away                   | 4:49 |
| 06   | She's Not Me                 | 6:05 |
| 07   | Incredible                   | 6:20 |
| 08   | Beat Goes On                 | 4:27 |
| 09   | Dance 2night                 | 5:03 |
| 10   | Spanish Lesson               | 3:38 |
| 11   | Devil Wouldn't Recognize You | 5:09 |
| 12   | Voices                       | 5:39 |

## 單曲排行成績
| 年份 | 歌曲                          | 美國單曲榜 | 美國舞曲榜 | 英國單曲榜 |
| ---- | ----------------------------- | ---------- | ---------- | ---------- |
| 2008 | 4分鐘(feat.賈斯汀·提姆布萊克) | 3          | 1 (2週)    | 1          |
| -    | 交給我                        | 57         | 1          | 7          |
| -    | 相隔千里                      | -          | 2          | 39         |